# Coupe du monde de ski alpin 1994-1995
Navigation
Édition précédente Édition suivante
La coupe du monde de ski alpin 1994-1995 est la 29e édition de la coupe du monde de ski alpin, compétition de ski alpin organisée annuellement. Elle se déroule du 26 novembre 1994 au 19 mars 1995.
Les hommes disputent 32 épreuves : 9 descentes, 5 super-G, 7 géants, 9 slaloms et 2 combinés.
Les femmes disputent 32 épreuves : 9 descentes, 7 super-G, 8 géants, 7 slaloms et 1 combiné.
Les championnats du monde de ski alpin devaient se dérouler en février à la Sierra Nevada mais le manque de neige dans la station espagnole obligea les instances à les reporter à la saison suivante.

## Tableau d'honneur
| Catégorie | Messieurs         | Dames           |
| --------- | ----------------- | --------------- |
| Général   | Alberto Tomba     | Vreni Schneider |
| Descente  | Luc Alphand       | Picabo Street   |
| Super G   | Peter Runggaldier | Katja Seizinger |
| Géant     | Alberto Tomba     | Vreni Schneider |
| Slalom    | Alberto Tomba     | Vreni Schneider |
| Combiné   | Marc Girardelli   | Pernilla Wiberg |

## Résumé de la saison
Alors que la fin de règne semblait proche, Alberto Tomba surprend tous les observateurs et remporte enfin à 29 ans la coupe du monde de ski rejoignant ainsi ses compatriotes Gustav Thöni et Piero Gros au palmarès. 
Parfaitement préparé physiquement durant l'intersaison et particulièrement motivé, le fantasque skieur italien tutoie la perfection technique en retrouvant très vite le plus haut niveau en géant et devenant quasiment imbattable en slalom.
Tomba se détache très vite au classement général remportant notamment les sept premiers slaloms de la saison. Auteur de onze victoires (4 géants et 7 slaloms) bien souvent avec plus d'1 seconde d'avance, Tomba "la bomba" n'a jamais aussi bien porté son surnom et règne sans partage sur les disciplines techniques durant la saison 95. Vainqueur des petits globes du slalom et du géant et du gros globe avec près de 400 points d'avance sur l'autrichien Günther Mader, l'italien est le premier spécialiste des disciplines techniques vainqueur du général depuis Ingemar Stenmark en 1978 !
Vainqueur du général la saison précédente, Kjetil André Aamodt réalise une saison modeste ne signant que deux podiums et concluant la saison à la cinquième place du classement général.
Luc Alphand se révèle en remportant les deux descentes de Kitzbühel à quelques heures d'intervalle Ainsi que la finale à Bormio lui permettant de coiffer sur ses terres son rival italien Ghedina pour neuf points. Il devient le second français 28 ans après Jean-Claude Killy à décrocher le globe de cristal de la descente. Une consécration venue sur le tard pour le skieur de Serre Chevalier âgé de 29 ans et dont la carrière fut perturbée par les blessures.
La saison marque le début du déclin pour Marc Girardelli âgé de 32 ans et bien que prenant part encore à toutes les disciplines, le luxembourgeois n'est plus aussi régulier. Performant en combiné (deux victoires à Kitzbühel et Wengen et auteur d'un podium surprise en slalom (2e à Garmisch), Girardelli termine 4e du général et se console avec le 10e globe de sa carrière en combiné.
Vreni Schneider Quitte la coupe du monde de ski alpin par la grande porte en signant un troisième succès au classement général. 
Un gros globe acquis de haute lutte face à la spécialiste des épreuves de vitesse allemande Katja Seizinger avec laquelle l'expérimentée technicienne Suisse livrera un impressionnant duel à distance qui atteindra son paroxysme lors de la dernière course de la saison.
Seizinger très régulière sur toute la saison en vitesse (8 podiums, 1 victoire et globe du super G) aura mis la pression sur Schneider jusqu'au bout en remportant le super G des finales disputé à Bormio lui permettant de prendre 76 points d'avance au classement général la veille du slalom qui clôt la saison. Lors de ce slalom et malgré une première manche compliqué, Vreni Schneider parvient grâce à une deuxième manche d'anthologie à renverser la vapeur et accrocher le 55e succès de sa carrière lui offrant le général pour seulement six points face à Seizinger 14e de ce slalom.
Vreni Schneider quitte le cirque blanc avec un palmarès édifiant :
- 3 coupes du monde et 11 coupes du monde de spécialités (5 en géant et 6 en slalom),
- 55 victoires en coupe du monde (34 en slalom, 20 en géant et 1 en combiné)
- 3 titres olympiques en slalom (1988 et 94) et en géant (1988),
- 3 titres mondiaux en géant (1987 et 89) et slalom (1991).

Le classement de la descente est dominé de manière très impressionnante par les skieuses américaines. La skieuse de l'Idaho, Picabo Street remporte six victoires et devance sa compatriote Hilary Lindh (2 victoires) de 216 points.
Pernilla Wiberg moins en verve que la saison précédente réalise une belle fin de saison. La suédoise signe quatre podiums dont deux victoires et remporte le globe du combiné.
Florence Masnada remporte la première victoire de sa carrière en super G à Garmisch.

## Système de points
Le vainqueur d'une épreuve de coupe du monde se voit attribuer 100 points pour le classement général. Les skieurs classés aux trente premières places marquent des points.
| Place  | 1er | 2d | 3e | 4e | 5e | 6e | 7e | 8e | 9e | 10e | 11e | 12e | 13e | 14e | 15e | 16e | 17e | 18e | 19e | 20e | 21e | 22e | 23e | 24e | 25e | 26e | 27e | 28e | 29e | 30e |
| ------ | --- | -- | -- | -- | -- | -- | -- | -- | -- | --- | --- | --- | --- | --- | --- | --- | --- | --- | --- | --- | --- | --- | --- | --- | --- | --- | --- | --- | --- | --- |
| Points | 100 | 80 | 60 | 50 | 45 | 40 | 36 | 32 | 29 | 26  | 24  | 22  | 20  | 18  | 16  | 15  | 14  | 13  | 12  | 11  | 10  | 9   | 8   | 7   | 6   | 5   | 4   | 3   | 2   | 1   |

## Classement général
| Rang | Nom                   | Points | Victoire(s) | Podium(s) |
| ---- | --------------------- | ------ | ----------- | --------- |
| 1    | Alberto Tomba         | 1150   | 11          | 11        |
| 2    | Günther Mader         | 775    | 1           | 5         |
| 3    | Jure Košir            | 760    |             | 5         |
| 4    | Marc Girardelli       | 744    | 2           | 3         |
| 5    | Kjetil André Aamodt   | 708    |             | 2         |
| 6    | Lasse Kjus            | 665    |             | 3         |
| 7    | Kristian Ghedina      | 628    | 2           | 5         |
| 8    | Luc Alphand           | 609    | 3           | 5         |
| 9    | Michael von Grünigen  | 578    | 1           | 3         |
| 10   | Mario Reiter          | 559    | 1           | 2         |
| 11   | Patrick Ortlieb       | 548    | 1           | 5         |
| 12   | Armin Assinger        | 542    | 1           | 4         |
| 13   | Harald Strand Nilsen  | 521    |             | 5         |
| 14   | Michael Tritscher     | 509    | 1           | 4         |
| 15   | Werner Perathoner     | 506    | 1           | 3         |
| 16   | Ole Kristian Furuseth | 466    | 1           | 3         |
| 17   | Kyle Rasmussen        | 436    | 2           | 3         |
| 18   | Peter Runggaldier     | 403    | 1           | 3         |
| 19   | Atle Skårdal          | 355    |             |           |
| 20   | Richard Kröll         | 331    | 1           | 1         |

| Rang | Nom                   | Points | Victoire(s) | Podium(s) |
| ---- | --------------------- | ------ | ----------- | --------- |
| 1    | Vreni Schneider       | 1248   | 4           | 11        |
| 2    | Katja Seizinger       | 1242   | 2           | 9         |
| 3    | Heidi Zeller-Bähler   | 1044   | 3           | 8         |
| 4    | Martina Ertl          | 985    | 2           | 6         |
| 5    | Picabo Street         | 905    | 6           | 9         |
| 6    | Pernilla Wiberg       | 816    | 2           | 4         |
| 7    | Špela Pretnar         | 669    | 1           | 4         |
| 8    | Anita Wachter         | 593    | 3           | 4         |
| 9    | Hilary Lindh          | 549    | 2           | 3         |
| 10   | Urška Hrovat          | 535    | 1           | 3         |
| 11   | Michaela Gerg-Leitner | 532    | 1           | 1         |
| 12   | Deborah Compagnoni    | 524    | 1           | 5         |
| 13   | Varvara Zelenskaïa    | 511    |             | 3         |
| 14   | Renate Götschl        | 509    | 1           | 3         |
| 15   | Heidi Zurbriggen      | 503    |             | 1         |
| 16   | Marianne Kjørstad     | 454    |             | 1         |
| 17   | Barbara Merlin        | 443    |             | 2         |
| 18   | Michaela Dorfmeister  | 434    |             |           |
| 19   | Florence Masnada      | 421    | 1           | 3         |
| 20   | Isolde Kostner        | 390    |             | 3         |

## Classements de chaque discipline
Les noms en gras remportent les titres des disciplines.

### Descente
| Rang | Nom               | Points | Victoire(s) | Podium(s) |
| ---- | ----------------- | ------ | ----------- | --------- |
| 1    | Luc Alphand       | 484    | 3           | 4         |
| 2    | Kristian Ghedina  | 473    | 2           | 3         |
| 3    | Patrick Ortlieb   | 426    |             | 4         |
| 4    | Armin Assinger    | 419    | 1           | 3         |
| 5    | Pepi Strobl       | 307    | 1           | 2         |
| 6    | Kyle Rasmussen    | 288    | 2           | 2         |
| 7    | Hannes Trinkl     | 273    |             | 1         |
| 8    | Werner Perathoner | 269    |             | 1         |
| 9    | Lasse Kjus        | 227    |             | 1         |
| 10   | Jean-Luc Crétier  | 224    |             |           |

| Rang | Nom                   | Points | Victoire(s) | Podium(s) |
| ---- | --------------------- | ------ | ----------- | --------- |
| 1    | Picabo Street         | 709    | 6           | 7         |
| 2    | Hilary Lindh          | 493    | 2           | 3         |
| 3    | Katja Seizinger       | 445    |             | 5         |
| 4    | Varvara Zelenskaïa    | 410    |             | 3         |
| 5    | Isolde Kostner        | 310    |             | 3         |
| 6    | Barbara Merlin        | 304    |             | 2         |
| 7    | Michaela Gerg-Leitner | 262    | 1           | 1         |
| 8    | Heidi Zurbriggen      | 252    |             |           |
| 9    | Heidi Zeller-Bähler   | 242    |             | 1         |
| 10   | Renate Götschl        | 236    |             | 1         |

### Super G
| Rang | Nom               | Points | Victoire(s) | Podium(s) |
| ---- | ----------------- | ------ | ----------- | --------- |
| 1    | Peter Runggaldier | 332    | 1           | 3         |
| 2    | Günther Mader     | 250    | 1           | 1         |
| 3    | Werner Perathoner | 237    | 1           | 2         |
| 4    | Richard Kröll     | 170    | 1           | 1         |
| 5    | Kyle Rasmussen    | 148    |             | 1         |
| 6    | Atle Skårdal      | 142    |             |           |
| 7    | Kristian Ghedina  | 126    |             | 1         |
| 8    | Armin Assinger    | 123    |             | 1         |
| 9    | Patrick Ortlieb   | 122    | 1           | 1         |
| 10   | Marc Girardelli   | 111    |             |           |

| Rang | Nom                   | Points | Victoire(s) | Podium(s) |
| ---- | --------------------- | ------ | ----------- | --------- |
| 1    | Katja Seizinger       | 446    | 2           | 4         |
| 2    | Heidi Zeller-Bähler   | 366    | 1           | 4         |
| 3    | Heidi Zurbriggen      | 251    |             | 1         |
| 4    | Renate Götschl        | 245    | 1           | 2         |
| 5    | Martina Ertl          | 237    |             | 2         |
| 6    | Sylvia Eder           | 230    | 1           | 1         |
| 7    | Florence Masnada      | 198    | 1           | 2         |
| 8    | Picabo Street         | 196    |             | 2         |
| 9    | Régine Cavagnoud      | 165    |             |           |
| 10   | Alexandra Meissnitzer | 163    |             |           |

### Géant
| Rang | Nom                  | Points | Victoire(s) | Podium(s) |
| ---- | -------------------- | ------ | ----------- | --------- |
| 1    | Alberto Tomba        | 450    | 4           | 4         |
| 2    | Jure Košir           | 355    |             | 2         |
| 3    | Harald Strand Nilsen | 322    |             | 3         |
| 4    | Kjetil André Aamodt  | 307    |             | 2         |
| 5    | Michael von Grünigen | 296    | 1           | 2         |
| 6    | Urs Kälin            | 288    |             | 1         |
| 7    | Achim Vogt           | 226    | 1           | 1         |
| 8    | Mario Reiter         | 218    | 1           | 1         |
| 9    | Günther Mader        | 212    |             | 2         |
| 9    | Lasse Kjus           | 212    |             |           |

| Rang | Nom                  | Points | Victoire(s) | Podium(s) |
| ---- | -------------------- | ------ | ----------- | --------- |
| 1    | Vreni Schneider      | 450    |             | 5         |
| 2    | Heidi Zeller-Bähler  | 420    | 2           | 3         |
| 3    | Špela Pretnar        | 352    | 1           | 3         |
| 4    | Martina Ertl         | 333    | 1           | 1         |
| 5    | Deborah Compagnoni   | 325    | 1           | 4         |
| 6    | Sabina Panzanini     | 310    | 1           | 3         |
| 7    | Anita Wachter        | 295    | 2           | 3         |
| 8    | Urška Hrovat         | 260    |             | 1         |
| 9    | Katja Seizinger      | 206    |             |           |
| 10   | Birgit Heeb-Batliner | 196    |             |           |

### Slalom
| Rang | Nom                   | Points | Victoire(s) | Podium(s) |
| ---- | --------------------- | ------ | ----------- | --------- |
| 1    | Alberto Tomba         | 700    | 7           | 7         |
| 2    | Michael Tritscher     | 477    | 1           | 4         |
| 3    | Jure Košir            | 405    |             | 3         |
| 4    | Ole Kristian Furuseth | 401    | 1           | 3         |
| 5    | Mario Reiter          | 341    |             | 1         |
| 6    | Thomas Sykora         | 302    |             | 2         |
| 7    | Michael von Grünigen  | 282    |             | 1         |
| 8    | Sébastien Amiez       | 279    |             |           |
| 9    | Marc Girardelli       | 269    |             | 1         |
| 9    | Thomas Fogdö          | 269    |             | 2         |

| Rang | Nom                  | Points | Victoire(s) | Podium(s) |
| ---- | -------------------- | ------ | ----------- | --------- |
| 1    | Vreni Schneider      | 560    | 4           | 6         |
| 2    | Pernilla Wiberg      | 355    | 1           | 3         |
| 3    | Martina Ertl         | 278    | 1           | 2         |
| 4    | Urška Hrovat         | 275    | 1           | 2         |
| 5    | Kristina Andersson   | 247    |             | 1         |
| 6    | Leïla Piccard        | 222    |             | 1         |
| 7    | Patricia Chauvet     | 212    |             |           |
| 8    | Marianne Kjørstad    | 204    |             |           |
| 9    | Gabriela Zingre-Graf | 180    |             | 1         |
| 10   | Katja Koren          | 171    |             | 1         |

### Combiné
| Rang | Nom                  | Points | Victoire(s) | Podium(s) |
| ---- | -------------------- | ------ | ----------- | --------- |
| 1    | Marc Girardelli      | 200    | 2           | 2         |
| 2    | Harald Strand Nilsen | 140    |             | 2         |
| 3    | Lasse Kjus           | 125    |             | 1         |
| 4    | Kjetil André Aamodt  | 100    |             |           |
| 5    | Espen Ellerud        | 72     |             |           |
| 6    | Günther Mader        | 60     |             | 1         |
| 6    | Jean-Luc Crétier     | 60     |             |           |
| 8    | Atle Skårdal         | 45     |             |           |
| 9    | Paul Accola          | 40     |             |           |
| 10   | Ed Podivinsky        | 36     |             |           |

| Rang | Nom                  | Points | Victoire(s) | Podium(s) |
| ---- | -------------------- | ------ | ----------- | --------- |
| 1    | Pernilla Wiberg      | 100    | 1           | 1         |
| 2    | Vreni Schneider      | 80     |             | 1         |
| 3    | Martina Ertl         | 60     |             | 1         |
| 4    | Katja Seizinger      | 50     |             |           |
| 5    | Marianne Kjørstad    | 45     |             |           |
| 6    | Špela Pretnar        | 40     |             |           |
| 7    | Stefanie Schuster    | 36     |             |           |
| 8    | Hilde Gerg           | 32     |             |           |
| 9    | Michaela Dorfmeister | 29     |             |           |
| 10   | Alenka Dovžan        | 26     |             |           |

## Calendrier et résultats

### Messieurs
| Date             | Lieu            | Épreuve     | Vainqueur             | Second                          | Troisième             |
| ---------------- | --------------- | ----------- | --------------------- | ------------------------------- | --------------------- |
| 3 décembre 1994  | Tignes          | Géant       | Achim Vogt            | Michael von Grünigen            | Kjetil André Aamodt   |
| 4 décembre 1994  | Tignes          | Slalom      | Alberto Tomba         | Michael Tritscher               | Thomas Fogdö          |
| 11 décembre 1994 | Tignes          | Super G     | Patrick Ortlieb       | Tommy Moe                       | Luc Alphand           |
| 12 décembre 1994 | Sestrière       | Slalom      | Alberto Tomba         | Thomas Fogdö                    | Michael Tritscher     |
| 16 décembre 1994 | Val d'Isère     | Descente I  | Pepi Strobl           | Luc Alphand                     | Günther Mader         |
| 17 décembre 1994 | Val d'Isère     | Descente II | Armin Assinger        | Patrick Ortlieb                 | Pepi Strobl           |
| 18 décembre 1994 | Val d'Isère     | Géant       | Michael von Grünigen  | Kjetil André Aamodt             | Günther Mader         |
| 20 décembre 1994 | Lech am Arlberg | Slalom I    | Alberto Tomba         | Thomas Sykora                   | Jure Košir            |
| 21 décembre 1994 | Lech am Arlberg | Slalom II   | Alberto Tomba         | Thomas Sykora                   | Michael Tritscher     |
| 22 décembre 1994 | Alta Badia      | Géant       | Alberto Tomba         | Urs Kälin                       | Christian Mayer       |
| 6 janvier 1995   | Kranjska Gora   | Géant       | Alberto Tomba         | Harald Strand Nilsen Mitja Kunc |                       |
| 8 janvier 1995   | Garmisch        | Slalom      | Alberto Tomba         | Marc Girardelli                 | Yves Dimier           |
| 13 janvier 1995  | Kitzbühel       | Descente I  | Luc Alphand           | Patrick Ortlieb                 | Kristian Ghedina      |
| 13 janvier 1995  | Kitzbühel       | Descente II | Luc Alphand           | Armin Assinger                  | Werner Perathoner     |
| 15 janvier 1995  | Kitzbühel       | Slalom      | Alberto Tomba         | Jure Košir                      | Ole Kristian Furuseth |
| 15 janvier 1995  | Kitzbühel       | Combiné     | Marc Girardelli       | Harald Strand Nilsen            | Günther Mader         |
| 16 janvier 1995  | Kitzbühel       | Super G     | Günther Mader         | Peter Runggaldier               | Armin Assinger        |
| 20 janvier 1995  | Wengen          | Descente I  | Kristian Ghedina      | Peter Rzehak                    | Hannes Trinkl         |
| 21 janvier 1995  | Wengen          | Descente II | Kyle Rasmussen        | Werner Franz                    | Armin Assinger        |
| 22 janvier 1995  | Wengen          | Slalom      | Alberto Tomba         | Michael von Grünigen            | Jure Košir            |
| 22 janvier 1995  | Wengen          | Combiné     | Marc Girardelli       | Lasse Kjus                      | Harald Strand Nilsen  |
| 4 février 1995   | Adelboden       | Géant       | Alberto Tomba         | Jure Košir                      | Harald Strand Nilsen  |
| 19 février 1995  | Furano          | Slalom      | Michael Tritscher     | Mario Reiter                    | Ole Kristian Furuseth |
| 20 février 1995  | Furano          | Géant       | Mario Reiter          | Jure Košir                      | Harald Strand Nilsen  |
| 25 février 1995  | Whistler        | Descente    | Kristian Ghedina      | Lasse Kjus                      | Patrick Ortlieb       |
| 26 février 1995  | Whistler        | Super G     | Peter Runggaldier     | A.J. Kitt                       | Christian Greber      |
| 10 mars 1995     | Kvitfjell       | Super G     | Werner Perathoner     | Kristian Ghedina                | Kyle Rasmussen        |
| 11 mars 1995     | Kvitfjell       | Descente    | Kyle Rasmussen        | Kristian Ghedina                | Patrick Ortlieb       |
| 15 mars 1995     | Bormio Finales  | Descente    | Luc Alphand           | A.J. Kitt                       | Lasse Kjus            |
| 16 mars 1995     | Bormio Finales  | Super G     | Richard Kröll         | Peter Runggaldier               | Werner Perathoner     |
| 18 mars 1995     | Bormio Finales  | Géant       | Alberto Tomba         | Günther Mader                   | Rainer Salzgeber      |
| 19 mars 1995     | Bormio Finales  | Slalom      | Ole Kristian Furuseth | Thomas Stangassinger            | Yves Dimier           |

### Dames
| Date             | Lieu              | Épreuve     | Vainqueur             | Seconde                           | Troisième                  |
| ---------------- | ----------------- | ----------- | --------------------- | --------------------------------- | -------------------------- |
| 26 novembre 1994 | Park City         | Géant       | Heidi Zeller-Bähler   | Sabina Panzanini                  | Vreni Schneider            |
| 27 novembre 1994 | Park City         | Slalom      | Vreni Schneider       | Martina Accola                    | Kristina Andersson         |
| 2 décembre 1994  | Vail              | Descente    | Hilary Lindh          | Isolde Kostner                    | Katja Seizinger            |
| 3 décembre 1994  | Vail              | Super G     | Sylvia Eder           | Veronika Stallmaier               | Heidi Zeller-Bähler        |
| 4 décembre 1994  | Vail              | Géant       | Heidi Zeller-Bähler   | Vreni Schneider                   | Marianne Kjørstad          |
| 9 décembre 1994  | Lake Louise       | Descente I  | Picabo Street         | Hilary Lindh                      | Katja Seizinger            |
| 10 décembre 1994 | Lake Louise       | Descente II | Hilary Lindh          | Florence Masnada                  | Heidi Zeller-Bähler        |
| 11 décembre 1994 | Lake Louise       | Super G     | Katja Seizinger       | Heidi Zeller-Bähler               | Picabo Street Martina Ertl |
| 18 décembre 1994 | Sestrière         | Slalom      | Vreni Schneider       | Pernilla Wiberg                   | Béatrice Filliol           |
| 21 décembre 1994 | Alta Badia        | Géant       | Sabina Panzanini      | Anita Wachter                     | Deborah Compagnoni         |
| 30 décembre 1994 | Meribel           | Slalom      | Urška Hrovat          | Vreni Schneider                   | Leïla Piccard              |
| 7 janvier 1995   | Haus im Ennstal   | Super G     | Anita Wachter         | Katja Seizinger                   | Heidi Zeller-Bähler        |
| 8 janvier 1995   | Haus im Ennstal   | Géant       | Deborah Compagnoni    | Heidi Zeller-Bähler               | Vreni Schneider            |
| 10 janvier 1995  | Flachau           | Super G     | Renate Götschl        | Katja Seizinger                   | Špela Pretnar              |
| 14 janvier 1995  | Garmisch          | Super G     | Florence Masnada      | Picabo Street                     | Shannon Nobis              |
| 15 janvier 1995  | Garmisch          | Slalom      | Martina Ertl          | Deborah Compagnoni                | Gabriela Zingre-Graf       |
| 20 janvier 1995  | Cortina d'Ampezzo | Descente I  | Michaela Gerg-Leitner | Picabo Street                     | Katja Seizinger            |
| 22 janvier 1995  | Cortina d'Ampezzo | Descente II | Picabo Street         | Barbara Merlin                    | Katja Seizinger            |
| 23 janvier 1995  | Cortina d'Ampezzo | Géant       | Anita Wachter         | Vreni Schneider                   | Špela Pretnar              |
| 17 février 1995  | Åre               | Descente    | Picabo Street         | Katja Seizinger                   | Isolde Kostner             |
| 18 février 1995  | Åre               | Géant       | Anita Wachter         | Vreni Schneider                   | Deborah Compagnoni         |
| 25 février 1995  | Maribor           | Géant       | Martina Ertl          | Špela Pretnar                     | Deborah Compagnoni         |
| 26 février 1995  | Maribor           | Slalom      | Vreni Schneider       | Katja Koren                       | Trude Gimle                |
| 5 mars 1995      | Saalbach          | Descente    | Picabo Street         | Isolde Kostner Varvara Zelenskaïa |                            |
| 5 mars 1995      | Saalbach          | Super G     | Heidi Zeller-Bähler   | Heidi Zurbriggen                  | Martina Ertl               |
| 11 mars 1995     | Lenzerheide       | Descente    | Picabo Street         | Varvara Zelenskaïa                | Renate Götschl             |
| 12 mars 1995     | Lenzerheide       | Slalom      | Pernilla Wiberg       | Vreni Schneider                   | Martina Ertl               |
| 12 mars 1995     | Lenzerheide       | Combiné     | Pernilla Wiberg       | Vreni Schneider                   | Martina Ertl               |
| 15 mars 1995     | Bormio Finales    | Descente    | Picabo Street         | Varvara Zelenskaïa                | Barbara Merlin             |
| 16 mars 1995     | Bormio Finales    | Géant       | Špela Pretnar         | Sabina Panzanini                  | Urška Hrovat               |
| 18 mars 1995     | Bormio Finales    | Slalom      | Vreni Schneider       | Pernilla Wiberg                   | Urška Hrovat               |
| 19 mars 1995     | Bormio Finales    | Super G     | Katja Seizinger       | Renate Götschl                    | Florence Masnada           |

## Coupe des nations
| Rang | Nom        | Points | Victoire(s) | Podium(s) |
| ---- | ---------- | ------ | ----------- | --------- |
| 1    | Autriche   | 8555   | 12          | 41        |
| 2    | Suisse     | 6015   | 8           | 27        |
| 3    | Italie     | 5949   | 17          | 31        |
| 4    | Norvège    | 4387   | 1           | 15        |
| 5    | Allemagne  | 3894   | 5           | 16        |
| 6    | France     | 3885   | 4           | 12        |
| 7    | États-Unis | 3314   | 10          | 19        |
| 8    | Slovénie   | 3194   | 2           | 14        |
| 9    | Suède      | 2030   | 2           | 7         |
| 10   | Canada     | 764    | -           | -         |

| Rang | Nom        | Points | Victoire(s) | Podium(s) |
| ---- | ---------- | ------ | ----------- | --------- |
| 1    | Autriche   | 5577   | 7           | 32        |
| 2    | Italie     | 3741   | 15          | 22        |
| 3    | Norvège    | 3137   | 1           | 13        |
| 4    | Suisse     | 2157   | 1           | 4         |
| 5    | France     | 1976   | 3           | 7         |
| 6    | Slovénie   | 1413   | -           | 6         |
| 7    | États-Unis | 1233   | 2           | 6         |
| 8    | Luxembourg | 744    | 2           | 3         |
| 9    | Suède      | 581    | -           | 2         |
| 10   | Canada     | 486    | -           | -         |

| Rang | Nom        | Points | Victoire(s) | Podium(s) |
| ---- | ---------- | ------ | ----------- | --------- |
| 1    | Suisse     | 3858   | 7           | 23        |
| 2    | Allemagne  | 3508   | 5           | 16        |
| 3    | Autriche   | 2978   | 5           | 9         |
| 4    | Italie     | 2208   | 2           | 13        |
| 5    | États-Unis | 2081   | 8           | 13        |
| 6    | France     | 1909   | 1           | 5         |
| 7    | Slovénie   | 1781   | 2           | 8         |
| 8    | Suède      | 1449   | 2           | 5         |
| 9    | Norvège    | 1250   | -           | 2         |
| 10   | Russie     | 652    | -           | 3         |

Classement final